# 迪巴赫
迪巴赫是德国巴伐利亚州的一个市镇。总面积22.36平方公里，总人口1098人，其中男性557人，女性541人（2011年12月31日），人口密度49人/平方公里。